# BlueStacks
BlueStacks este o companie americană de tehnologie cunoscută pentru BlueStacks App Player și pentru alte produse multiplatformă bazate pe cloud. BlueStacks App Player permite aplicațiilor Android să ruleze pe computere care rulează Microsoft Windows sau macOS. Compania a fost fondată în 2009 de Jay Vaishnav, Suman Saraf și Rosen Sharma, fost director tehnic la McAfee și membru al consiliului de administrație al Cloud.com⁠(d).

## Istorie
Compania a fost anunțată în mai 2011 la conferința Citrix Synergy din San Francisco. Directorul general de la Citrix⁠(d), Mark Templeton⁠(d), a prezentat o versiune preliminară timpurie a BlueStacks pe scenă și a anunțat formarea unui parteneriat al companiilor. Versiunea publică alfa App Player a fost lansată în octombrie 2011. App Player a ieșit din beta la 7 iunie 2014. În iulie 2014, Samsung a anunțat că a investit în BlueStacks. Acest lucru a ridicat investițiile externe totale în BlueStacks la 26 de milioane de dolari.

## BlueStacks App Player
App Player, software-ul care virtualizează un sistem de operare Android, poate fi descărcat în versiuni pentru Windows 10 sau macOS. Caracteristicile de bază ale software-ului pot fi descărcate și utilizate gratuit. Funcțiile opționale avansate necesită un abonament lunar plătit. Compania susține că App Player poate rula 1,5 milioane de aplicații Android începând cu noiembrie 2019. În februarie 2021, BlueStacks a susținut că aplicațiile sale au fost descărcate de peste 1 miliard de ori. App Player are comenzi pentru mouse, tastatură și touchpad extern.
În iunie 2012, compania a lansat o versiune alfa a software-ului său App Player pentru macOS, în timp ce versiunea beta a fost lansată în decembrie 2012.

### BlueStacks 2
În aprilie 2015, BlueStacks, Inc. a anunțat că o nouă versiune de App Player pentru macOS, 2.0, era în dezvoltare, care a fost lansată în iulie. În decembrie 2015, BlueStacks a lansat noua versiune BlueStacks 2.0 care permite utilizatorilor să ruleze mai multe aplicații Android simultan. BlueStacks 2.0 a fost disponibil și pentru Mac OS X 10.9 Mavericks sau următoarele, până în 2018.
În aprilie 2016, compania a lansat BlueStacks TV care a integrat Twitch.tv direct în BlueStacks App Player. Această adăugare permite utilizatorilor să-și transmită aplicațiile în flux pe Twitch fără a fi nevoie de hardware sau software suplimentar.
BlueStacks a lansat integrarea Facebook Live în septembrie 2016, permițând utilizatorilor să-și transmită în flux jocul către profilurile Facebook, paginile pe care le controlează sau grupurile Facebook din care fac parte.

### BlueStacks 3
În iulie 2017, BlueStacks a lansat BlueStacks 3, bazat pe un motor și un design frontal nou. BlueStacks 3 a adăugat funcții noi ca de exemplu: Centrul de aplicații care personalizează sugestiile de jocuri, un sistem de cont, chat, noua interfață keymapping și multi-instanțe, ultima permite utilizatorilor să lanseze mai multe ferestre BlueStacks folosind fie același cont Google Play, fie diferit.

### BlueStacks 3N
În ianuarie 2018, BlueStacks a anunțat lansarea BlueStacks + N Beta care rulează pe Android 7 (Android Nougat) și a susținut că este prima și singura platformă de jocuri Android pentru Android 7 la acea vreme, deoarece majoritatea emulatorilor Android rulau Android. 4.4 (KitKat), inclusiv versiunile anterioare de BlueStacks. Această versiune beta a fost alimentată de un motor grafic „HyperG” îmbunătățit, permițând BlueStacks să utilizeze întreaga gamă de API-uri Android 7.

### BlueStacks 4
În septembrie 2018, BlueStacks a anunțat lansarea celei mai recente versiuni, BlueStacks 4. BlueStacks 4 include gestionarea dinamică a resurselor care inițializează doar bibliotecile Android necesare, eliberând astfel resursele.  BlueStacks 4 acceptă atât versiunea pe 32 de biți, cât și versiunea pe 64 de biți a lui Android 7.1.2 Nougat.
Dezvoltarea pentru macOS a fost relansată, iar versiunea 4 este disponibilă  pe site-ul web din noiembrie 2019, lansată pentru prima dată pentru Mac în ianuarie 2019.
În ianuarie 2019, BlueStacks a lansat o versiune pe 64 de biți a BlueStacks 4 prin programul său de acces timpuriu. Această versiune rulează pe o versiune pe 64 de biți a Android 7.1.2, care permite o performanță îmbunătățită și o utilizare mai eficientă a memoriei. Condițiile preliminare pentru rularea acestei versiuni includ rularea unei versiuni pe 64 de biți a luiWindows 8 sau o versiune ulterioară, cu virtualizarea activată și Hyper-V dezactivat. Această versiune pe 64 de biți permite instalarea și utilizarea aplicațiilor Android ARM64-v8a.

### BlueStacks 5
În mai 2021, BlueStacks a lansat BlueStacks 5.

## BlueStacks X
În septembrie 2021, BlueStacks a lansat BlueStacks X, o platformă de jocuri Android bazată pe cloud. Bazată pe tehnologia Hybrid Cloud, platforma BlueStacks X este alimentată de now.gg, o companie înfrățită a BlueStacks.

## Cerințe minime
Cerințele minime actuale pentru App Player pentru Windows includ: Windows 7 sau o versiune ulterioară, 2 GB RAM sau o memorie de sistem mai mare, 5 GB spațiu pe hard disk, drepturi de administrator și un procesor Intel sau AMD. BlueStacks intră în conflict cu software-ul antivirus BitDefender. De asemenea, este recomandată o actualizare la cea mai recentă versiune a driverului plăcii grafice.
Cerințele minime pentru macOS sunt: macOS Sierra sau următoarele, 4 GB RAM, 4 GB spațiu pe disc și un model după 2014. BlueStacks a declarat că nu acceptă încă Apple Silicon⁠(d).